# Voltron: Difensore dell'universo
Voltron: Difensore dell'universo è un videogioco d'azione basato sulla serie televisiva animata Voltron, sviluppato dalla Behaviour Interactive e pubblicato dalla THQ. Il videogioco, presentato presso il San Diego Comic-Con International, è stato reso disponibile il 29 novembre 2011 su PlayStation Network ed il 30 novembre 2011 su Xbox Live Arcade.
Il videogioco permette ai giocatori di controllare tutti e cinque i leoni robot del cartone animato, ognuno dotato dei propri punti di forza e delle proprie debolezze, oltre che del Voltron, il mecha gigante ottenuto dall'unione dei cinque leoni. Il gioco alterna livelli ambientati nello spazio ad altri sulla terra.
Nel videogioco sono presenti alcune sequenze animate tratte dalla serie, oltre ad una versione rimasterizzata della colonna sonora. L'uscita del videogioco precede di pochi giorni l'inizio delle trasmissioni statunitensi di Voltron Force su Nickelodeon ed il lancio di una serie di action figure dedicate ai personaggi della serie e prodotte dalla Mattel.